# Kosančićev Venac
Kosančićev Venac, in serbo Косанчићев Венац, è un quartiere della città di Belgrado, appartenente alla municipalità di Stari Grad.

## Ubicazione
La zona sorge nella parte nord-occidentale della vecchia Belgrado, su una collina lungo la riva del fiume Sava. È delimitata a nord dal parco Kalemegdan, ad est dalla via Gracanicka, a sud dalla via Brankova e, ad ovest dalla via Karadodeva e dal fiume.

## Storia ed edifici significativi

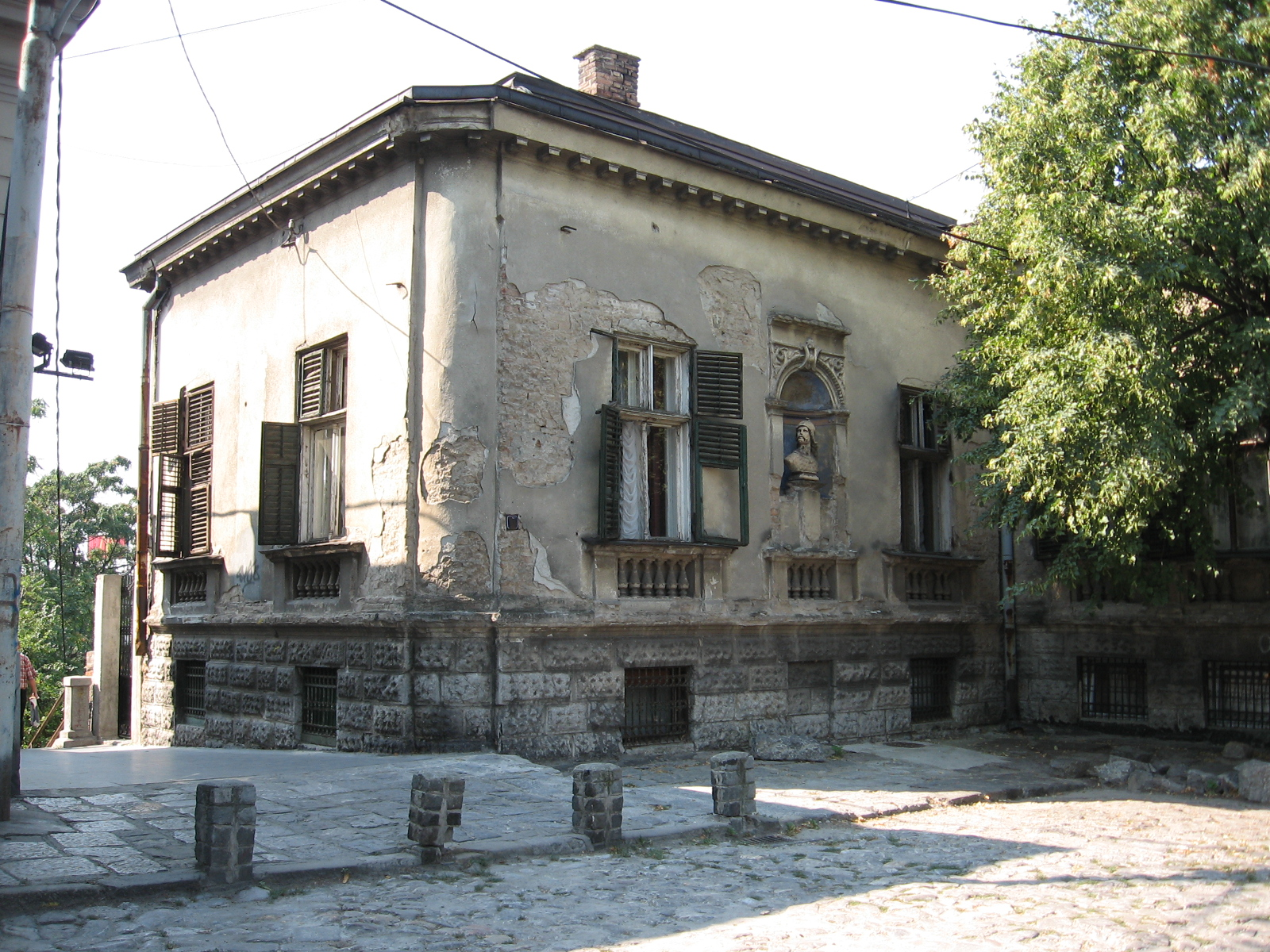
Casa col busto di Ivan Kosančić

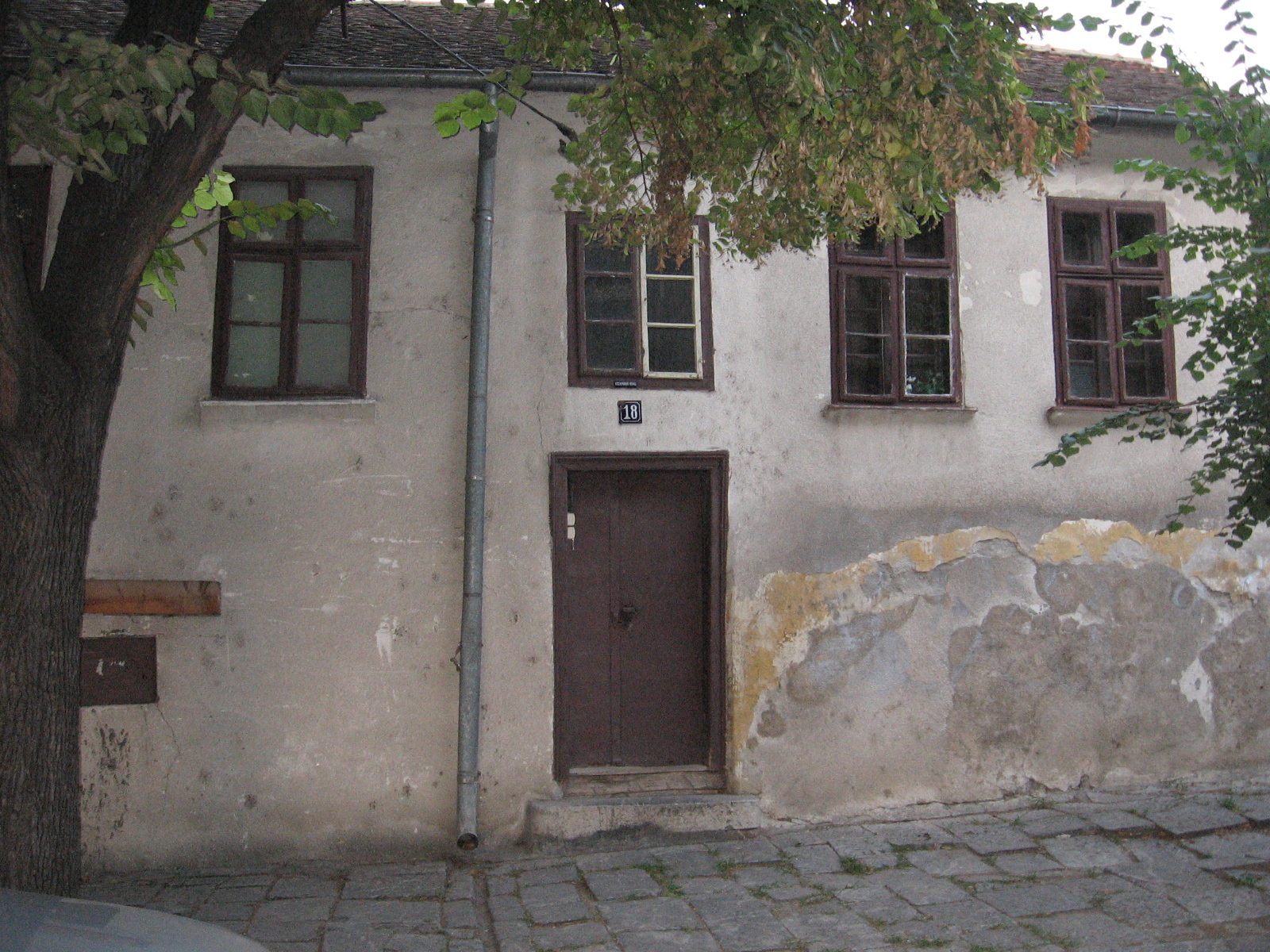
Antica casa

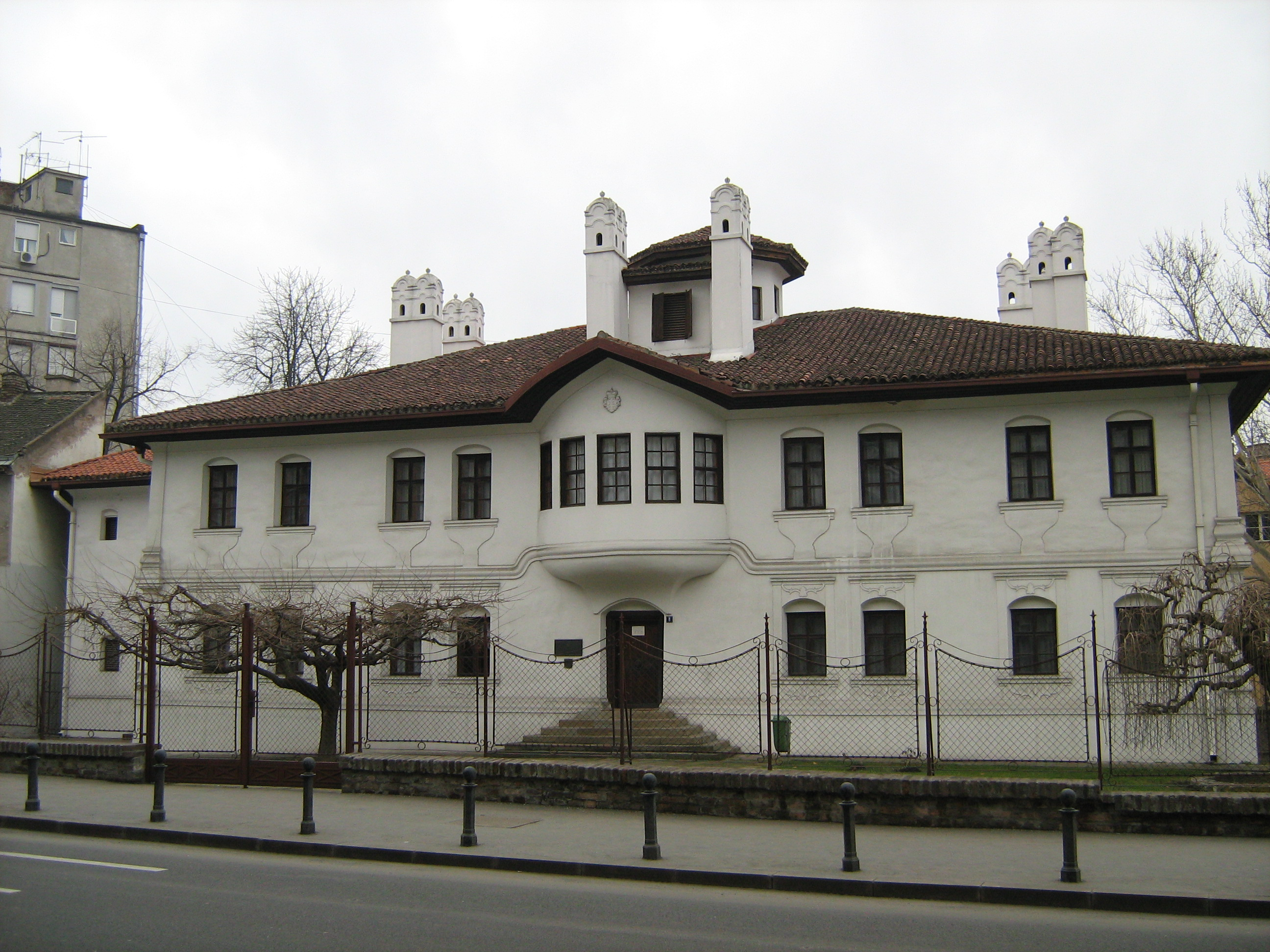
Casa della Contessa Ljubica

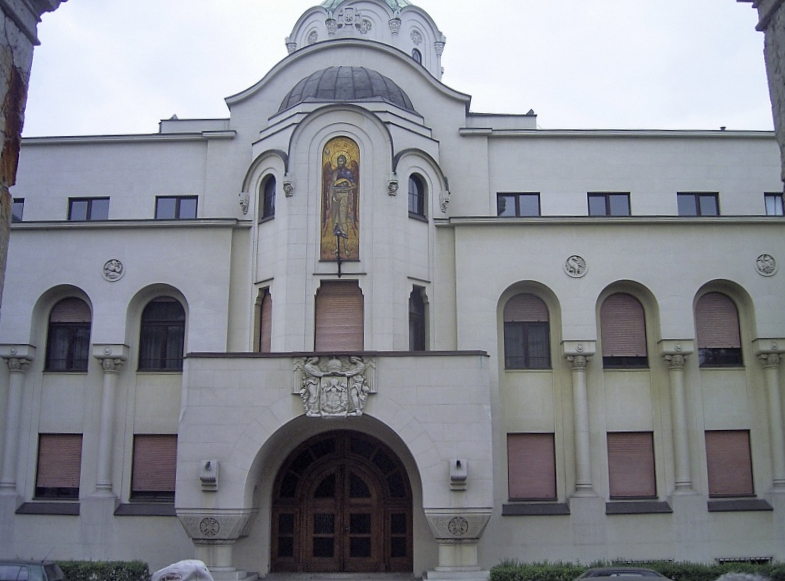
Facciata del Patriarcato

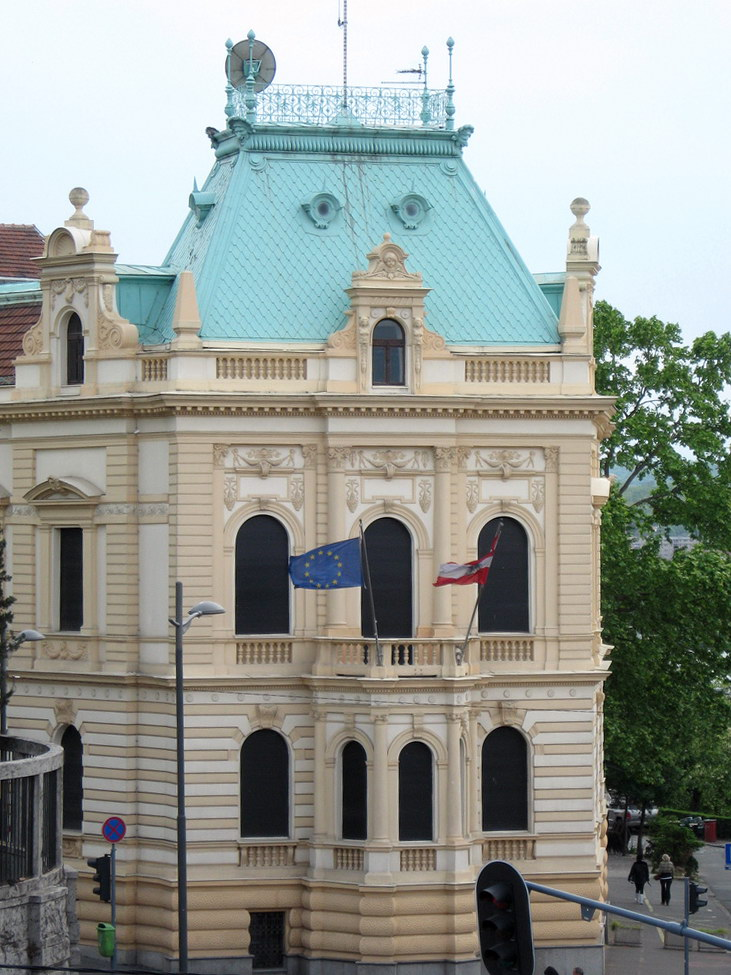
L'Ambasciata austriaca

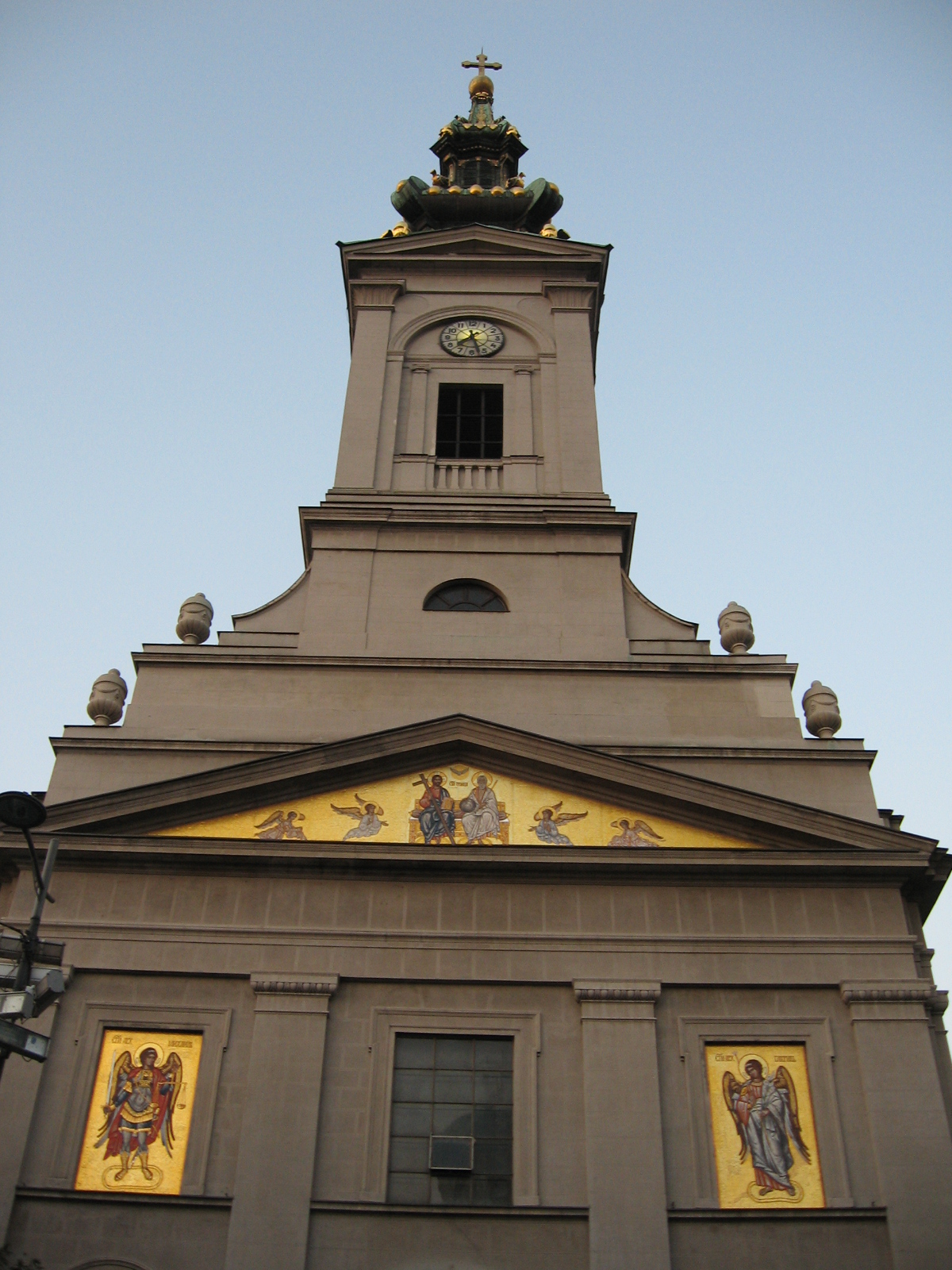
La Cattedrale

Kosančićev Venac è il più antico insediamento serbo al di fuori della fortezza di Belgrado. Durante il Medioevo, al tempo dell'occupazione ottomana, alcuni serbi vi costruirono un piccolo villaggio con una chiesa dedicata all'Arcangelo Michele e un cimitero, che fu il fulcro della vita della popolazione serba lontana dal cuore della vita politica ed economica della Belgrado turca.
Del primitivo insediamento, oggi, restano solo l'andamento curvo ed irregolare delle strade e le fondazioni degli antichi bastioni di epoca austriaca, lungo i quali furono successivamente costruiti diversi edifici. Infatti, molti edifici furono costruiti sulle preesistenti vecchie dimore solo dopo la seconda rivolta serba del 1815, quando la Serbia ottenne lo status di principato autonomo all'interno dell'Impero ottomano. Tra le prime nuove edificazioni ci fu quella della Casa della Contessa Ljubica del 1829 (oggi museo) e quella della cattedrale di San Michele del 1837 volute dal principe Miloš Obrenović.
Il periodo successivo a quello della completa indipendenza della Serbia, ottenuta nel 1867, è quello in cui Kosančićev Venac fu modificato più radicalmente. Divenuta capitale del Regno di Serbia, Belgrado iniziò ad avere un forte sviluppo urbanistico che partì proprio dal suo nucleo storico che nel 1872 fu denominato Kosančićev Venac in onore dell'eroe nazionale Ivan Kosančić, morto durante la battaglia di Kosovo Polje nel 1389, il cui busto fu inserito nella facciata della casa del mercante Trajković, costruita nel 1895.
Tra la fine del XIX e l'inizio del XX secolo, il quartiere divenne uno dei più importanti di Belgrado, dopo la costruzione del molo lungo la Sava (oggi sede di ristoranti di qualità) e della casa doganale; vi furono costruiti l'Hotel Kragujevac e numerose case di commercianti, tra cui quella del ricco mercante Dimitrije Krsmanović che oggi ospita l'ambasciata austriaca. Divenne anche sede di alcune fabbriche, tra cui la cartiera Vape che nel 1920 divenne sede della Biblioteca nazionale. Al 1937 risale l'edificazione della sede del Patriarcato ortodosso (oggi museo della chiesa ortodossa serba), costruito al posto del palazzo del Metropolita di Belgrado che nel 1929 riacquistò il titolo di patriarca, perduto nel 1766.
Durante la Seconda guerra mondiale, Kosančićev Venac fu seriamente danneggiato. Nel 1941 fu colpito da un bombardamento che distrusse totalmente la Biblioteca nazionale causando la scomparsa circa un milione di inestimabili volumi. Ad oggi ne restano visibili le fondamenta, accompagnate da una placca commemorativa.
Il quartiere ospita ad oggi la sede e la facoltà di pittura dell'Università d'arte di Belgrado e la famosa Kafana "?", uno degli edifici più antichi della città e di grande importanza storico-culturale.